# Major League Baseball 2K5
Major League Baseball 2K5, eller, MLB 2K5, är ett MLB licensierat baseball simuleringsdatorspel publicerat av 2K Sports. MLB 2K5 är tillgänglig för PlayStation 2 och Xbox. Den första upplagan av serien, som drivs av ESPN. Till skillnad från de andra "2K5" märkta sportspelen, publicerades detta av 2K Sports, vilket gör det till det första Visual Concepts-utvecklade sportspelet som inte ska publiceras av Sega, men Sega logoer ses fortfarande i bakgrunden av menyer och ballparks. (Dessa logotyper skulle tas bort och ersättas av 2K Sports logotyper i World Series Edition).